# Charley Fouquet
Pour les articles homonymes, voir Fouquet.
 (avril 2016).
Si vous disposez d'ouvrages ou d'articles de référence ou si vous connaissez des sites web de qualité traitant du thème abordé ici, merci de compléter l'article en donnant les références utiles à sa vérifiabilité et en les liant à la section « Notes et références ».
 (3 janvier 2022).
Charley Fouquet est une actrice française. Elle a également publié Les Recettes de contes de fées aux éditions Favre en 2015.

## Biographie

### Formation
- 1993-1995 : Conservatoire de Paris 10e
- 1995-1998 : École d'art dramatique Jean Périmony

## Filmographie

### Réalisatrice
- 2011 : Saignant s'il vous plait, court métrage de Charley Fouquet

### Actrice

#### Cinéma
- 1997 : A la recherche du Père Noël : Pirouette
- 1999 : Le Ciel, les Oiseaux et... ta mère ! de Djamel Bensalah : la rollerwoman
- 2002 : Le Raid de Djamel Bensalah : Paméla
- 2003 : Errance de Damien Odoul : Sylvie
- 2006 : La Panthère rose de Shawn Levy : Palais Reporter
- 2007 : La Fille coupée en deux de Claude Chabrol : Eléonore Gaudens
- 2008 : Secret défense de Philippe Haïm : Blonde
- 2010 : Thelma, Louise et Chantal de Benoît Pétré : Fille boîte de nuit
- 2011 : La Délicatesse  de Stéphane et David Foenkinos : L'amie de Pierre
- 2011 : La Foudre (court métrage) de Olivier Serrano
- 2020 : Le Bonheur des uns...  de Daniel Cohen

#### Télévision

##### Séries télévisées
- 1996 : Les Vacances de l'amour
- 1997-1998 : Sous le soleil : Élise de Talence Dulac
- 1998 : Dossier : disparus : Bouboule : Delphine Sandry
- 1999 : L'Immortelle : Aurore
- 2001 : Les Bœuf-carottes : Sylvie Kaan
- 2003-2004 : Joséphine, ange gardien
- 2005 : Les Inséparables : Lisa
- 2007 : Sécurité intérieure : Capitaine Laura Girard
- 2007 : Chez Maupassant : La Parure de Claude Chabrol : Jeanne Forestier
- 2009 : Les Petits Meurtres d'Agatha Christie : Marie
- 2009 : Profilage : Jeanne Charcot
- 2010 : Sur le fil : Juliette Maudet
- 2010 : Un flic : Fabienne Keller
- 2011 : Chez Maupassant : La couturière
- 2013 : Section de recherches : Céline Tessier
- 2013 : Julie Lescaut : Tragédie et Mère et Filles : Caroline
- 2013 : Interventions : Lætitia
- 2014 :  Ma pire angoisse : Violaine
- 2017 :  Plus belle la vie : Ève Tressere #2
- 2020 : Emily in Paris : Catherine Lambert
- 2021 : HPI (saison 2, épisode 7 « 55 kilos »), réalisé par Djibril Glissant : Anne-Marie Marchand
- 2022 : Ici tout commence : Mylène Kasmi
- 2023 : Tandem : Procureur Esther Dulac
- 2023 : Alphonse de Nicolas Bedos (série Prime Vidéo) : Adèle

##### SérieLes Dames
Elle est composée de 9 téléfilms de 96 à 105 minutes. Charley Fouquet y incarne le rôle de Marion Delambre.
- 2011 : Dame de cœur de Charlotte Brandström
- 2011 : Dame de pique de Philippe Venault
- 2012 : Dame de carreau de Alexis Lecaye
- 2013 : Dame de trèfle de Philippe Venault
- 2013 : Dame de sang de Alexis Lecaye et Camille Bordes-Resnais
- 2014 : Dame d'atout de Alexis Lecaye et Camille Bordes-Resnais
- 2014 : Dame de cendres de Patrice Martineau
- 2015 : Dame de feu de Camille Bordes-Resnais
- 2015 : Dame de glace de Camille Bordes-Resnais

##### Téléfilms
- 2001 : Un couple modèle de Charlotte Brandström : Laurence
- 2001 : Le Regard de l'autre de Dominique Tabuteau : Aurore
- 2003 : À cran d'Alain Tasma : Édith
- 2004 : À cran, deux ans après d'Alain Tasma : Édith
- 2005 : Le Temps meurtrier de Philippe Monnier : Eleonor von Scholten
- 2006 : La Parure Chez Maupassant de Claude Chabrol : Jeanne Forestier
- 2007 : Coupable de Philippe Monnier : Edwige Bréhac
- 2009 : La Reine et le Cardinal de Marc Rivière : Madame de Chevreuse
- 2009 : Des gens qui passent d'Alain Nahum : Hélène de Blanchard
- 2020 : Maddy Etcheban : Christelle Lambert
- 2021 : Mauvaises graines : Gaëlle Faucher

## Théâtre
- 1998 : Sur la grand route - Delphin
- 1999 : Les Jumeaux vénitiens de Carlo Goldoni, mise en scène Virsit Tanase
- 1999-2000 : Le Misanthrope de Molière, mise en scène Loïc Corbery
- 2003 : La Partenaire de l'inspecteur Murdock de Jérémie Manesse